# Niederbayern TV
Der Sender Niederbayern TV ist ein Zusammenschluss mehrerer regionaler Fernsehsender, die gemeinsam auf digitalem Satellit senden. Sie wechseln sich im 30-Minuten-Rhythmus ab.
Die Sender sind:
- Niederbayern TV Landshut, vormals Isar TV (aktuelle Sendung um 18:00 Uhr, danach Wiederholungen im 90-Minuten-Rhythmus)
- Niederbayern TV Passau, vormals TRP1 (aktuelle Sendung um 18:30 Uhr, danach Wiederholungen im 90-Minuten-Rhythmus)
- Niederbayern TV Deggendorf-Straubing, vormals Donau TV (aktuelle Sendung 19:00 Uhr, danach Wiederholungen im 90-Minuten-Rhythmus)

gezeigt werden jeweils die Programmfenster, die auch Montag bis Freitag auf der Frequenz von RTL gesendet werden, mit aktuellen Nachrichten und gemischten Berichten aus den Regionen. Die Magazinsendungen aus Landshut und Deggendorf/Straubing (regionalübergreifend zu den Themen Sport, Jugend, Kultur, Wirtschaft und Nachrichten in Niederbayern) werden über Satellit nicht gesendet, da Passau diese nicht mehr ausstrahlt und so kein einheitlicher Senderhythmus möglich wäre.
An den Wochenenden zeigen alle drei Sender einen Wochenrückblick.

## Empfang seit 4. Dezember 2012
- Satellit: ASTRA 1M
- Position: 19,2° Ost
- Transponder 21
- Polarisation: horizontal
- Downlinkfrequenz: 11,553 MHz (früher 11,52325 MHz)[1]
- Symbolrate: 22,0 MSymb/s
- FEC: 5/6
- Kennung: Niederbayern
- Sendezeit: 24 Stunden

(Der Sender übernahm den Sendeplatz von ONTV)